# J.T. Tiller
J.T. Tiller (11 mei 1988) is een Amerikaans betaald basketballer, die op het moment speelt voor Landstede Basketbal Zwolle. 

## Carrière
Tiller speelde vier seizoenen college basketbal voor de Missouri Tigers in de NCAA.
Hierna speelde hij in de NBA D-League en in Polen voor Siarka Tarnobrzeg. 
In 2013 tekende Tiller een contract bij Landstede Basketbal uit Zwolle. Na een jaar verlengde hij met de club. In zijn laatste seizoen werd hij verkozen tot het DBL All-Defense Team.
In het seizoen 2015-16 speelde Tiller wederom in Polen, ditmaal voor Starogard Gdánski.
Op 10 augustus 2016 keerde Tiller terug naar Landstede Basketbal, voor zijn derde seizoen.

## Erelijst
- DBL All-Star Team (1): 2017
- DBL Defensive Player of the Year (1): 2017
- DBL All-Defense Team (2): 2015, 2017